# Alteidet
Alteidet (nordsamisch: Duikkáš, kvenisch: Tuikkanen) ist eine Ortschaft am Ende des Lille Altafjords (nordsamisch: Duikkášvuonna) im östlichen Teil der Kommune Kvænangen in Troms in Norwegen.
Der Ort liegt an der E6, ungefähr 50 km westlich der Stadt Alta und ungefähr 10,5 km nördlich des Zentralorts der Gemeinde, Burfjord.
Im Jahr 2024 hatte Alteidet 96 Einwohner.
Die Postadresse lautet „9161 Burfjord“.
In Alteidet befand sich ein alter Handelsposten, der im Zuge der Zerstörung der Finnmark im Zweiten Weltkrieg abgebrannt und danach nicht wieder aufgebaut wurde.
Das Dorf liegt auf einem bewaldeten Isthmus (norwegisch: Eid) zwischen dem Lille Altafjord und dem Langfjord (nordsamisch: Lákkovuonna). Im Ort münden die beiden Flüsse Alteidselva und Langdalselva in den Lille Altafjord und bilden ein flaches Delta. 
Der Name Alteidet ist eine Kombination aus Alta und Eid, was etwa „Der Isthmus von Alta“ oder „Die Landenge von Alta“ bedeutet.